# Hydroporus fairmairei
Hydroporus fairmairei is een keversoort uit de familie waterroofkevers (Dytiscidae). De wetenschappelijke naam van de soort is voor het eerst geldig gepubliceerd in 1885 door Branden.